# Zebra (hudební skupina)
Zebra je americká rocková skupina, založená v New Orleans v Louisianě v roce 1975. Jejími členy jsou Randy Jackson (kytara a zpěv), Felix Hanemann (baskytara, klávesy a zpěv) a Guy Gelso (bicí a zpěv). Na počátku své kariéry hrála skupina převzaté písně od skupin, jako byli například Led Zeppelin nebo Rush; později se soustředila na vlastní repertoár. Své první album nazvané jednoduše Zebra skupina vydala v roce 1983 na značce Atlantic Records; umístilo se na dvacáté příce žebříčku Billboard 200 a bylo oceněno zlatou deskou. V následujících letech skupina vydala ještě alba No Tellin' Lies (1984) a 3.V (1986) a následovala pauza; v roce 2003 vyšlo čtvrté album s názvem Zebra IV.